# Omne datum optimum
Omne Datum Optimum (dobesedno slovensko Vsako odlično darilo) je papeška bula, ki jo je izdal papež Inocenc II. leta 1139.
S to bulo je papež potrdil viteze templjarje in njihovo strogo redovno pravilo, podelil papeško zaščito, jim obljubil muslimanski vojni plen in jih odvezal od plačevanja davkov. Bula dejansko zaznamuje zgodovinski nastanek reda in priznanje njegove neodvisnosti od cerkvenih ustanov.